# Universidad Central (Metro de Quito)
Universidad Central es una estación del Metro de Quito ubicada en el norte del centro de la ciudad. Forma parte de la línea 1 del sistema y está situada entre las estaciones El Ejido y Pradera. Su nombre hace referencia a la vecina Universidad Central del Ecuador.

## Historia
La estación fue planificada desde las etapas iniciales del Metro de Quito debido a su proximidad con la Universidad Central del Ecuador, una de las instituciones educativas más antiguas y grandes del país. Durante la construcción del túnel en este tramo, en julio de 2017, se cerró temporalmente un tramo de la avenida América, lo que afectó el tránsito vehicular en la zona.
La estación fue inaugurada oficialmente el 1 de diciembre de 2023 como parte de la apertura del servicio comercial del Metro de Quito.

## Características
La estación cuenta con dos andenes laterales y acceso desde la avenida América y la calle Fray Antonio de Marchena. Está construida en un entorno urbano denso, en el límite norte del centro histórico de Quito y junto al campus de la Universidad Central. En su vestíbulo se han instalado paneles informativos y señalética bilingüe. La infraestructura está equipada con ascensores, escaleras mecánicas y rampas, lo que garantiza accesibilidad universal.

## Servicios
La estación ofrece una conexión peatonal directa con el campus de la Universidad Central del Ecuador, lo que facilita el acceso a miles de estudiantes y personal académico.
Asimismo, cuenta con integración con el sistema de transporte Metrobús-Q mediante la Estación Multimodal Seminario Mayor, donde operan los corredores Central Norte y Sur Occidental. En las inmediaciones también circulan buses urbanos y taxis.

## Accesos
Vestíbulo Universidad Central
- Fray Antonio de Marchena – Calle Fray Antonio de Marchena.
- Av. América – Viaducto de la 24 de Mayo.
- Ascensor – Av. América.